# Platymantis guppyi
Platymantis guppyi är en groddjursart som först beskrevs av George Albert Boulenger 1884.  Platymantis guppyi ingår i släktet Platymantis och familjen Ceratobatrachidae. IUCN kategoriserar arten globalt som livskraftig. Inga underarter finns listade i Catalogue of Life.